# 黒月のイェルクナハト
『黒月のイェルクナハト』（くろつきのイェルクナハト）は、スズモトコウによる日本の漫画作品。『週刊少年マガジン』（講談社）にて、2025年19号（同年4月9日発売）から連載中。
性的描写が多いので連載版では黒海苔といった規制するシーンが多い。

## あらすじ
“幽霊”の見える戌亦しのぎは職に就かず夢も活きる目的もなく無気力に生きていた。そんな中、しのぎは面接の帰り道で悪霊と思わしき美女イェルクナハト=フィンステルニスに会って彼女を攻撃して難を逃れたが、その能力を知った彼女はしのぎに結婚を迫り。

## 登場人物
戌亦 しのぎ（いぬまた しのぎ）
無職。18歳。白髪短髪。高校中退で高校時代はバスケ部エースだった。幽霊を見られるだけじゃなく右手で切ることが出来る。かつては才能学歴等望むものすべてを持っていたが、悩みに引っ張られてすべてを失う。面接の帰り道で会った幽霊イェルクナハトを除霊しようとするも失敗。彼女から人類を救う救世主になるよう言われて共に行動する。
イェルクナハト=フィンステルニス
幽霊の女性。黒髪長髪。しのぎから除霊されたが、すぐに回復する。しのぎの力に才能を感じて神の代理人から人類を一緒に守るように提案して夫婦となる。人間と同じ身体を持つ巨乳で右胸には乳首ピアスをしている。宵闇の門という力で色々なものを出すことが出来る。マンション一棟を所有している。

## 用語解説
儺高校（なこうこう）
しのぎが一時期通っていた高校。偏差値日本一。
戌亦グループ（いぬまたグループ）
財閥大手。しのぎの親は会長だったが、既に他界している。
神の代理人（ハイラント）
神の意にそわない人類を滅亡させようとする存在。現役の代理人は6体でかつてはイェルクナハトもそうだった。

## 反響・評価
本作の第1巻は、発売後数日で大重版が決定された。

## 書誌情報
- スズモトコウ『黒月のイェルクナハト』講談社〈講談社コミックス〉、既刊1巻（2025年7月16日現在）
  1. 2025年7月16日発売[2][5]、ISBN 978-4-06-540075-3